# Базелска конвенција
Базелска конвенција о контроли прекограничног кретања опасног отпада и његовог одлагања, обично позната као Базелска конвенција, је међународни уговор који је осмишљен да смањи кретање опасног отпада између држава, а посебно да спречи пренос опасног отпада из развијених земаља у земље у развоју. Она се, међутим, не бави кретањем радиоактивног отпада. Конвенција такође има за циљ да минимизира стопу и токсичност насталог отпада, да обезбеди његово еколошки прихватљиво управљање што је ближе могуће извору производње и да помогне земљама у развоју у еколошки прихватљивом управљању опасним и другим отпадом који стварају.
Конвенција је отворена за потписивање 21. марта 1989. године, а ступила је на снагу 5. маја 1992. године. Од септембра 2022. године има 190 потписника конвенције. Поред тога, Хаити и Сједињене Државе су потписале конвенцију, али је нису ратификовале.
Након петиције којом се позива на акцију по том питању коју је потписало више од милион људи широм света, већина светских земаља, али не и Сједињене Америчке Државе, пристале су у мају 2019. на амандман Базелске конвенције да се укључи и пластични отпад. Иако Сједињене Државе нису потписнице споразума, извозне пошиљке пластичног отпада из Сједињених Држава сада су „криминални саобраћај чим бродови изађу на отворено море“, према Базелској акционој мрежи и превозници за такве пошиљке могу одговарати, јер је транспорт пластичног отпада забрањен у скоро свакој другој земљи.

## Историја
Са пооштравањем еколошких закона (на пример, Закон о очувању и опоравку ресурса) у развијеним земљама 1970-их, трошкови одлагања опасног отпада су драматично порасли. Истовремено, глобализација транспорта је олакшала прекогранично кретање отпада, а многим мање развијеним земљама била је потребна страна валута. Сходно томе, трговина опасним отпадом, посебно у сиромашније земље, брзо је расла. Године 1990. земље ОЕЦД су извезле око 1,8 милиона тона опасног отпада. Иако је већина овог отпада отпремљена у друге развијене земље, велики број инцидената одлагања опасног отпада довео је до позива на успостављање прописа.
Један од инцидената који је довео до стварања Базелске конвенције био је инцидент са одлагањем отпада са карго брода Кијанско море, у којем је брод који је превозио пепео из пећи за спаљивање из града Филаделфије у Сједињеним Државама бацио половину свог терета на плажу на Хаитију пре него што је био присиљен да оде. Пловио је много месеци, мењајући име неколико пута. Пошто није могао да истовари терет ни у једној луци, веровало се да је посада велики део бацила у море.
Други инцидент био је случај из 1988. у којем је пет бродова превезло 8.000 барела опасног отпада из Италије у мали нигеријски град Коко у замену за 100 долара месечне кирије која је плаћена једном Нигеријцу за коришћење његовог пољопривредног земљишта.
На састанку који је одржан од 27. новембра до 1. децембра 2006. године, стране Базелског споразума фокусирале су се на питања електронског отпада и материјала од растављања бродова.
Повећана трговина материјалима који се могу рециклирати довела је до повећања тржишта половних производа као што су рачунари. Ово тржиште је процењено у милијардама долара. Питање је када коришћени рачунари престају да буду "роба" и постају "отпад".
Од септембра 2022. године, постоји 190 страна у споразуму, који укључује 187 држава чланица УН, Кукова острва, Европску унију и Државу Палестину. Шест држава чланица УН које нису потписнице споразума су Источни Тимор, Фиџи, Хаити, Сан Марино, Јужни Судан и Сједињене Државе.

## Дефиницијаопасног отпада
Отпад спада у делокруг конвенције ако спада у категорију отпада наведен у Анексу I конвенције и испољава једну од опасних карактеристика садржаних у Анексу III. Другим речима, отпад мора да буде наведен и да поседује карактеристике као што је експлозивност, запаљивост, отровност или корозивност. Други начин на који отпад може да потпадне под делокруг ове конвенције је ако је дефинисан или сматран опасним отпадом према законима земље извознице, земље увознице или било које од земаља транзита.
Дефиниција појма одлагање је дата у члану 2 алинеја 4 и само се односи на анекс IV, који даје листу операција које се подразумевају као одлагање или опоравак. Примери диспозиција су широки, укључујући опоравак и рециклажу.
Алтернативно, да би потпао под делокруг конвенције, довољно је да отпад буде укључен у Анекс II, који наводи други отпад, као што су отпад из домаћинства и остатке који настају од спаљивања кућног отпада.
Радиоактивни отпад који је обухваћен другим међународним системима контроле и отпад из нормалног рада бродова нису обухваћени.
Анекс IX покушава да дефинише отпад који се не сматра опасним отпадом и који би био искључен из делокруга Базелске конвенције. Међутим, ако је овај отпад контаминиран опасним материјалима у мери која узрокује да испољава карактеристике Анекса III, он није искључен.

## Обавезе
Поред услова за увоз и извоз наведеног отпада, постоје строги захтеви за обавештење, сагласност и праћење кретање отпада преко државних граница. Важно је напоменути да Конвенција поставља општу забрану извоза или увоза отпада између чланица и нечланица. Изузетак од овог правила је када отпад подлеже другом уговору који не изузима Базелску конвенцију. Сједињене Државе су значајна страна која није потписница конвенције и имају низ таквих споразума за омогућавање отпреме опасног отпада у земље Базелске конвенције.
Савет ОЕЦД такође има сопствени систем контроле који регулише прекогранично кретање опасних материја између земаља чланица ОЕЦД-а. Ово омогућава, између осталог, земљама ОЕЦД-а да наставе да тргују отпадом са земљама попут Сједињених Држава које нису ратификовале Базелску конвенцију.
Стране у конвенцији морају поштовати забране увоза других страна.
Члан 4 Базелске конвенције позива на укупно смањење производње отпада. Охрабрујући земље да држе отпад унутар својих граница и што ближе његовом извору производње, унутрашњи притисци би требало да дају подстицаје за смањење отпада и превенцију загађења. Странама је генерално забрањено да извозе покривени отпад или увозе покривени отпад из земаља које нису чланице конвенције.
Конвенција наводи да је илегални промет опасног отпада криминалан, али не садржи одредбе о примени.
У складу са чланом 12, странке су упућене да усвоје протокол којим се утврђују правила о одговорности и процедуре које су прикладне за штету која произилази из кретања опасног отпада преко граница.
Тренутни консензус је да, пошто простор није класификован као „земља“ према специфичној дефиницији, извоз електронског отпада на ванземаљске локације није покривен.

## Базелски амандман о забрани
Након првобитног усвајања конвенције, неке најмање развијене земље и еколошке организације су тврдиле да она није довољна. Многе нације и невладине организације су се залагале за потпуну забрану слања свог опасног отпада у земље у развоју. Конкретно, првобитна конвенција није забрањивала извоз отпада на било коју локацију осим на Антарктик, већ је само захтевала систем обавештења и сагласности познат као "претходна информисана сагласност". Даље, многи трговци отпадом настојали су да искористе термин рециклирања и почели да оправдавају сав извоз као пресељење на одредишта за рециклажу. Многи су веровали да је потребна потпуна забрана, укључујући извоз за рециклажу. Ова забринутост довела је до неколико регионалних забрана трговине отпадом, укључујући Бамако конвенцију.
Лобирање на Базелској конференцији 1995. од стране земаља у развоју, Гринписа и неколико европских земаља као што је Данска, довело је до усвајања амандмана на конвенцију 1995. године названог Базелским амандманом о забрани на Базелску конвенцију. Амандман је прихватило 86 земаља и Европска унија, али није ступио на снагу (јер је за то потребна ратификација три четвртине држава чланица конвенције). Хрватска је 6. септембра 2019. постала 97. земља која је ратификовала амандман који ће ступити на снагу након 90 дана 5. децембра 2019. године. Амандманом се забрањује извоз опасног отпада са листе развијених (углавном ОЕЦД) земаља у земље у развоју. Базелска забрана се примењује на извоз из било ког разлога, укључујући рециклажу. Област од посебне бриге заговорника амандмана била је продаја бродова за разбијање. Амандману о забрани оштро су се противиле бројне индустријске групе, као и нације, укључујући Аустралију и Канаду. Број ратификација за ступање на снагу амандмана о забрани је у расправи: Амандмани на конвенцију ступају на снагу након ратификације „три четвртине страна које су их прихватиле“ (чл. 17.5); до сада, стране Базелске конвенције још нису могле да се договоре да ли ће то бити три четвртине страна које су биле стране Базелске конвенције када је забрана усвојена, или три четвртине садашњих странака конвенције. Статус ратификације амандмана може се наћи на веб страници Секретаријата Базела. Европска унија је у потпуности применила Базелску забрану у својој Уредби о отпреми отпада, чиме је постала правно обавезујућа у свим државама чланицама ЕУ. Норвешка и Швајцарска су на сличан начин у потпуности имплементирале Базелску забрану у своје законодавство.
У светлу блокаде у вези са ступањем на снагу Амандмана о забрани, Швајцарска и Индонезија су покренуле „Иницијативу предвођену државом“ како би на неформалан начин разговарали о путу напред како би се осигурало да прекогранично кретање опасног отпада, посебно земљама у развоју и земљама са привредама у транзицији, не доводе до нездравог управљања опасним отпадом. Ова дискусија има за циљ идентификацију и проналажење решења за разлоге зашто се опасни отпад и даље носи у земље које нису у стању да га третирају на безбедан начин. Надамо се да ће ова иницијатива допринети реализацији циљева Амандмана о забрани. Веб страница Базелске конвенције информише о напретку ове иницијативе.

## Регулација пластичног отпада
У јеку негодовања јавности, у мају 2019. већина светских земаља, али не и Сједињене Државе, пристале су да измене и допуне Базелску конвенцију како би пластични отпад укључиле као регулисани материјал. Процењује се да светски океани садрже 100 милиона метричких тона пластике, при чему до 90% ове количине потиче из копнених извора. Сједињене Државе, које годишње произведу 42 милиона метричких тона пластичног отпада, више него било која друга земља на свету, су се противиле амандману, али пошто нису потписница споразума нису имале прилику да гласају и покушају да га блокирају. Информације, као и визуелне слике дивљих животиња, као што су морске птице, гутање пластике, и научна открића да наночестице продиру кроз крвно-мождану баријеру наводно су подстакле јавно расположење за координирану међународну правно обавезујућу акцију. Преко милион људи широм света потписало је петицију тражећи званичну акцију. Иако Сједињене Државе нису потписница споразума, извозне пошиљке пластичног отпада из Сједињених Држава сада су „криминални саобраћај чим бродови изађу на отворено море“, према Базелској акционој мрежи и превозници таквих пошиљки могу се суочити са одговорношћу, јер Базелска конвенција са изменама и допунама у мају 2019. забрањује транспорт пластичног отпада у скоро сваку другу земљу.
Базелска конвенција садржи три главна уноса о пластичном отпаду у Анексима II, VIII и IX Конвенције. Измене и допуне конвенције о пластичном отпаду сада су обавезујуће за 186 држава. Поред тога што ће осигурати транспарентност и боље регулисање трговине пластичним отпадом, према Базелској конвенцији владе морају предузети кораке не само да осигурају еколошки прихватљиво управљање пластичним отпадом, већ и да се позабаве пластичним отпадом на његовом извору.

## Базелски чувар
Базелска акциона мрежа је добротворна невладина организација цивилног друштва која ради као чувар потрошача за имплементацију Базелске конвенције. Основни циљ мреже је борба против извоза токсичног отпада, укључујући пластични отпад, из индустријализованих друштава у земље у развоју. Мрежа има седиште у Сијетлу, Вашингтон, Сједињене Државе, са партнерском канцеларијом на Филипинима. Ради на сузбијању прекограничне трговине опасним електронским отпадом, одлагања, спаљивања и употребе затворске радне снаге.